# Newton (priimek)
Newton je priimek več oseb:
- Gilbert Newton Lewis (1875–1946), ameriški kemik
- Guy Newton Moore (1893–1984), avstralski general
- Isaac Newton (1643–1727), angleški fizik
- James Newton Rodney Moore (1905–1985), britanski general
- Olivia Newton–John (1948–2022), angleško–avstralska pevka
- Stephen Newton Shoosmith (1900–1956), britanski general
- Thomas Cochrane Newton (1885–1976), britanski general